# Треповський Олег Борисович
Оле́г Бори́сович Трепо́вський (нар. 28 жовтня 1965, Волгоград, РРФСР, СРСР — пом. 25 квітня 2018) — український театральний та кіноактор. Заслужений артист України (14.09.1996), Народний артист України (23.08.2011).

## Життєпис
Народився 28 жовтня 1965 року у Волгограді, РРФСР. 1992 року закінчив Київський театральний інститут ім. Карпенко-Карого (курс Михайла Резніковича).
З 1992 року — актор київського Національного академічного театру російської драми ім. Лесі Українки. 1995 року дебютував у кіно.
2017 — за виконання головної ролі в короткометражному фільмі «Ґолден лав» (2016, реж. Павло Остріков) був номінований на здобуття Національної кінопремії «Золота дзиґа» у категорії «Найкращий актор».
Помер 25 квітня 2018 року.

## Театральні роботи
- «Молоді роки короля Людовика» (1993) — Людовик
- «Історія однієї пристрасті» (1994) — Містер Генрі
- «Ревнощі» (1995) — Сергій Петрович, Андрій Іванович
- «Школа скандалу» (1995) — Від автора
- «Тойбеле і її демон» (1996) — Алхонон
- «Любов студента» (1996) — Онуфрій
- «Пригоди на чарівній кулі» (1997) — Лісовик
- «Маскарадні забави» (2000)
- «Любов і війна» (2000);
- «Таємниці мадридського двору» (2000) — Франциск
- «Пані міністерша» (2001);
- «І усе це було…. і усе це буде» (2002)
- «У полоні пристрастей (Кам'яний володар)» (2002) — Дон Жуан
- «Ангелок, або Сексуальні неврози наших батьків» (2009) — Лікар
- «Сто п'ята сторінка про кохання» (2010) — Він, сьогодні
- «Трохи мерехтить примарна сцена… (Ювілей. Ювілей? Ювілей!)» (2011)
- «Цинічна комедія» за мотивами п'єси В. Шекспіра «Міра за міру» (2012) — Вінченцо, герцог віденський

## Ролі в кіно
| Рік       |     | Назва українською               | Роль                                                                               |
| --------- | --- | ------------------------------- | ---------------------------------------------------------------------------------- |
| 1995      |     | Вальдшнепи                      | Володимир Адольфович Карно, «Вовчик», професор-лінгвіст, безпартійний, друг Дмитра |
| 1999      | т/с | День народження Буржуя          | Губанов                                                                            |
| 1999      | ф/в | Школа скандалу                  | від автора                                                                         |
| 2002      |     | Лялька                          | епізод                                                                             |
| 2002      |     | Право на захист                 | Крилов                                                                             |
| 2004      |     | Попіл Фенікса                   | Тадеуш Шепільский                                                                  |
| 2005      |     | Золоті хлопці                   | епізод                                                                             |
| 2005      |     | Непрямі докази                  | Дєдов                                                                              |
| 2006      | т/с | Повернення Мухтара 3            | Леонід                                                                             |
| 2006      |     | Міський романс                  | лікар-психіатр                                                                     |
| 2006      | т/с | Дев'ять життів Нестора Махна    | слідчий Кирило Гнатович                                                            |
| 2006      |     | Дурдом                          | батько Альоші                                                                      |
| 2006      |     | Вади і їх прихильники           | Ослов                                                                              |
| 2006      | т/с | Сім'янин                        |                                                                                    |
| 2006      |     | Театр приречених                | Іван Драгілєв актор театру                                                         |
| 2007      | т/с | Повернення Мухтара 4            | електрик                                                                           |
| 2007      | т/с | Доброзичливець                  |                                                                                    |
| 2008      |     | Владика Андрей                  | рабин Леві                                                                         |
| 2008      |     | Про Любов                       | Гарик, актор                                                                       |
| 2009      |     | По закону                       | 1-й бомж                                                                           |
| 2009      | т/с | Свати 3                         | директор хлібозаводу                                                               |
| 2009      |     | Чужі душі                       | Бояренцев Олег Миколайович, слідчий                                                |
| 2010      | т/с | Смерть гладіатора               |                                                                                    |
| 2010-2013 | т/с | Єфросинья                       | Сергій Корольов, батько Каті і Катрін, колишній чоловік Журавської                 |
| 2011      |     | «Кедр» пронизує небо            | Дмитро Федорович Устинов, нарком озброєння СРСР                                    |
| 2012      |     | Джамайка                        | Гоша, колишній коханець Вікторії, батько Наташі                                    |
| 2012      |     | Порох і дріб                    | Григорій Олександрович Жакетов, засуджений вахтер                                  |
| 2012      |     | Робота над помилками            |                                                                                    |
| 2012-2013 | т/с | Свати 6                         | епізод                                                                             |
| 2013-2014 |     | Сашко                           | Михайло Сохацький                                                                  |
| 2014      |     | Братні узи                      | Михайло, батько Ксюші                                                              |
| 2014      |     | Гордіїв вузол                   | Семен, батько Ліки                                                                 |
| 2014      |     | Упізнай мене, якщо зможеш       | санітар моргу                                                                      |
| 2015      | т/с | Відділ 44                       | Борис                                                                              |
| 2015      |     | Останній яничар                 | козак, що знайшов пораненого Єрмолая                                               |
| 2015      | т/с | Потопельник                     |                                                                                    |
| 2016      | к/м | Ґолден лав                      | Віктор                                                                             |
| 2016      |     | Громадянин Ніхто                | епізод                                                                             |
| 2016      |     | Ласкаво просимо на Канари       | Юрич                                                                               |
| 2016      |     | Лист надії                      | листоноша                                                                          |
| 2018      |     | Таємний щоденник Симона Петлюри | Самуїл Шварцбард                                                                   |

## Визнання
| Нагороди та номінації Олега Треповського | Нагороди та номінації Олега Треповського | Нагороди та номінації Олега Треповського | Нагороди та номінації Олега Треповського |
| Рік                                      | Категорія                                | Фільм                                    | Результат                                |
| ---------------------------------------- | ---------------------------------------- | ---------------------------------------- | ---------------------------------------- |
| Національна кінопремія «Золота дзиґа»    |                                          |                                          |                                          |
| 2017                                     | Найкращий актор                          | Ґолден лав                               | Номінація                                |